# Cryptopeltaster lepidonotus
Cryptopeltaster lepidonotus är en sjöstjärneart som beskrevs av Fisher 1905. Cryptopeltaster lepidonotus ingår i släktet Cryptopeltaster och familjen ledsjöstjärnor. Inga underarter finns listade i Catalogue of Life.